# Sedco 135C (schip, 1966)
De Sedco 135C was een afzinkbaar en halfafzinkbaar boorplatform in 1966 werd gebouwd door Harland and Wolff voor Southeastern Drilling Company (Sedco). Dit was de vierde in de Sedco 135-serie boorplatforms dat op de zeebodem afgezonken kon worden tot waterdieptes van 135 voet (41 meter) naar een ontwerp van Friede & Goldman. Het werd eind 1964 besteld voor oplevering op 21 november 1965, maar dit werd uiteindelijk 6 juli 1966. Een combinatie van onbekendheid met dit type platforms, weinig efficiënte werkmethodes, oude apparatuur, stakingen en structurele aanpassingen in het ontwerp na het breken en zinken van de Sedco 135B op 1 december 1965 waren verantwoordelijk voor de vertraging.
Het werd direct overgenomen door BP Clyde Tanker Company als Sea Quest als vervanging van de Sea Gem die gekapseisd was in het West Sole-veld. De Sea Quest ontdekte daarna in 1969 het Arbroath-veld voor Amoco dat de Sea Quest gehuurd had van BP. Dit veld werd toen nog het Montrose-veld genoemd, tegenwoordig de naam voor een veld verderop. In 1970 ontdekte de Sea Quest voor BP het Forties-veld.
In 1977 nam Sedco het platform weer over als Sedco 135-C. Op 17 januari 1980 vond er bij Nigeria een blowout plaats en de schade was dusdanig dat het platform daarna op diep water werd afgezonken.
Het ontwerp had een driehoekige vorm waarbij op elke hoek een flesvormige kolom bovenop een ponton was geplaatst. Volgens het afzinkbare concept werd het platform naar locatie gesleept, waar het vervolgens geballast werd tot het met de pontons op de zeebodem rustte. Bij waterdieptes tussen de 135 en 600 voet werd het gebruikt volgens het halfafzinkbare principe, waarbij slechts zover werd afgezonken tot de scheepsbewegingen voldoende afgenomen waren. Vooral voor de gebieden met meer zeegang, zoals de Noordzee en bij Canada, werd dit ontwerp ingezet vanwege het goede zeegedrag.